# 미친 사랑
《미친 사랑》은 2013년 4월 8일부터 2013년 9월 17일까지 방송된 tvN 아침드라마로, 절박한 상황에서 운명적인 사랑을 만나는 이야기를 그렸다.

## 방영 시간
2013년 7월 22일부터 주 5회 방송으로 변경되었다.
| 방영 채널 | 방영 기간                         | 방영 시간                                 |
| --------- | --------------------------------- | ----------------------------------------- |
| TVN       | 2013년 4월 8일 ~ 2013년 7월 18일  | 월요일 ~ 목요일 오전 9시 45분 ~ 10시 35분 |
| TVN       | 2013년 7월 22일 ~ 2013년 9월 17일 | 월요일 ~ 금요일 오전 9시 45분 ~ 10시 35분 |

## 등장인물

### 주요 인물
- 박선영 : 윤미소 역
- 고세원 : 서경수 역
- 허승재 : 이민재 역
- 김연주 : 한나영 역
- 최대훈 : 백재혁 역
- 김해인 : 오해령 역

### 윤미소의 가족
- 맹상훈 : 윤문도 역
- 강서준 : 윤찬기 역

### 이민재의 가족
- 유혜리 : 허명자 역
- 이채미 : 이해람 역

### 오해령의 가족
- 이희도 : 오태산 역
- 김영란 : 고유정 역

### 그 외 인물
- 오미희 : 조나현 역
- 장윤서 : 김종희 역
- 최준용 : 서경민 역
- 최민 : 로버트 정 역
- 김번영 : 지미 윤 역
- 백민 : 최 반장 역